# Mercedes MGP W01
Mercedes MGP W01 (původně známý jako Brawn BGP 002) byl závodní vůz Formule 1 navržený a vyrobený týmem Mercedes GP Petronas pro sezónu 2010 a řídil jej vracející se sedminásobný mistr světa Michael Schumacher a Nico Rosberg.

## Výkup a vývoj Mercedesu

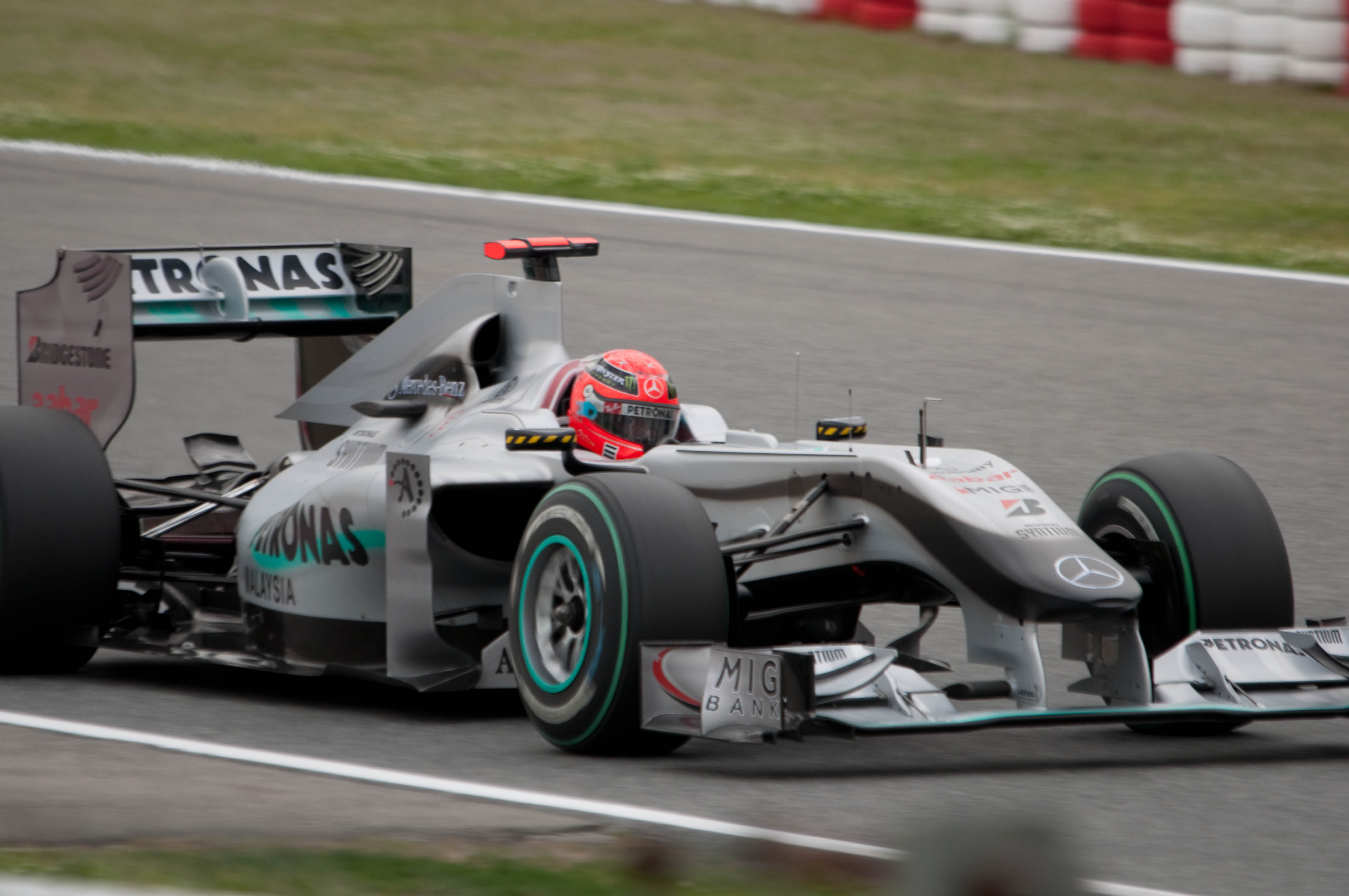
Schumacher při Grand Prix Španělska.

Vůz byl odhalen na okruhu Ricardo Tormo poblíž Valencie dne 1. února při prvním oficiálním testu roku. Stříbrná barva týmu byla oficiálně odhalena v Mercedes-Benz Museum ve Stuttgartu dne 25. ledna 2010 na šasi Brawn BGP 001 poté, co Mercedes koupil vítězný tým šampionátu z roku 2009, což znamenalo návrat týmu do F1, ve které nezávodil od sezóny 1955.
Některé části W01 byly revidovány jako součást vylepšení pro Grand Prix Španělska. Tento krok zahrnoval zvětšení rozvoru vozu, pro lepší rozložení hmotnosti a také změnu konstrukce krytu motoru. Kratší rozvor byl znovu použit při následující velké ceně, jelikož byl považován za vhodnější pro úzké uličky Grand Prix Monaka.

## Závodní historie

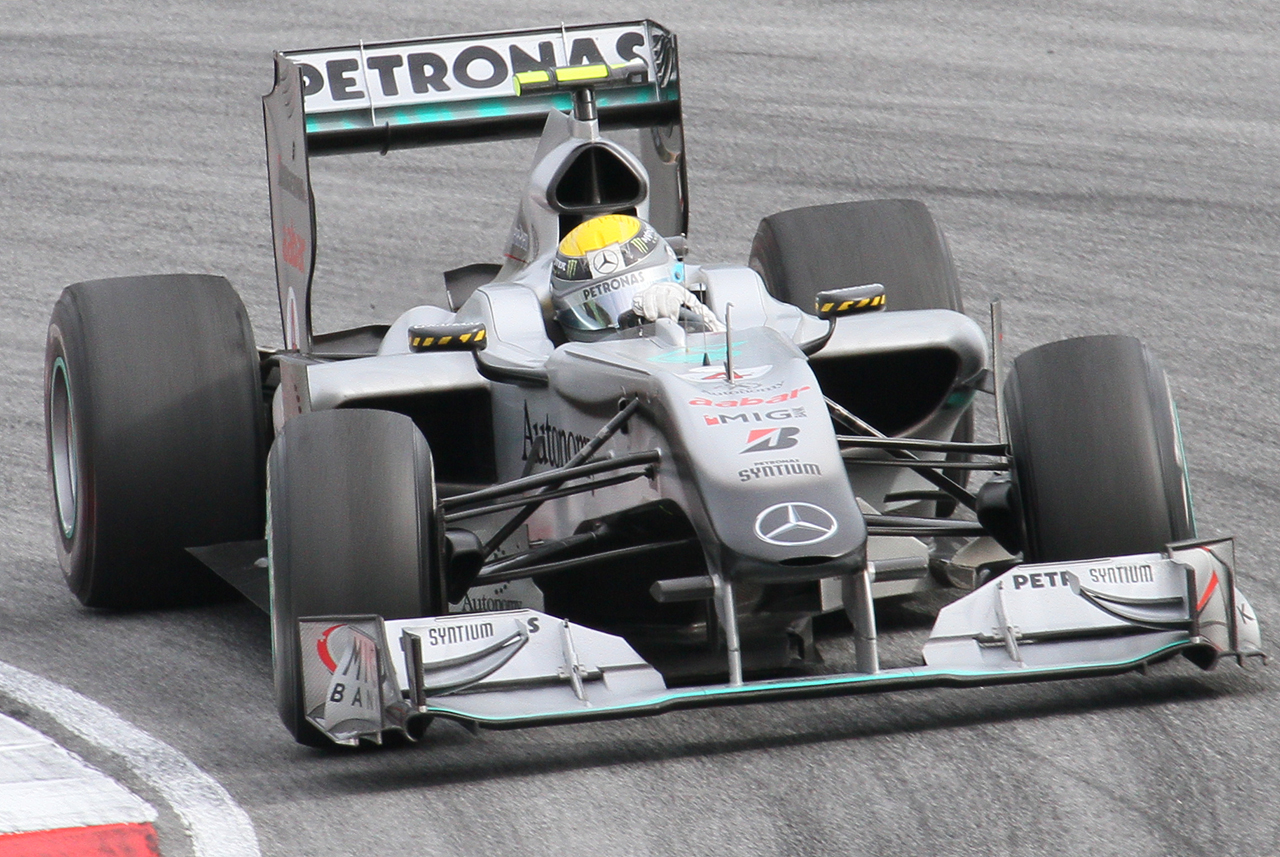
Nico Rosberg skončil při Grand Prix Malajsie na stupních vítězů. Jednalo se o první pódiové umístění Mercedesu od roku.

Úspěchy týmu v první sezóně se nepřiblížily výsledkům týmu Brawn z předchozí sezóny a týmu Mercedes ze sezón 1954 a 1955. Rosberg skončil třikrát na stupních vítězů a to v Sepangu, v Šanghaji a v Silverstone. Schumacherovým nejlepším umístěním byla tři čtvrtá místa. Poprvé od své debutové sezóny v roce 1991 nezískal vítězství v závodě, pódium, pole position ani nezajel nejrychlejší kolo a také zaznamenal nejhorší umístění své kariéry ve F1 a to ve Valencii, kde skončil patnáctý. 
Schumacher byl potrestán za nebezpečnou jízdu poté, co ve 290 km/h natlačil svého bývalého týmového kolegu z Ferrari Rubense Barrichella na zeď boxové uličky v Maďarsku. V posledním závodě v Abú Zabí se Schumacher roztočil při pokusu předjet Rosberga a narazil do něj vůz týmu Force Indie, který řídil Vitantonio Liuzzi.
Tým skončil čtvrtý v poháru konstruktérů za týmy Ferrari, McLaren a Red Bull s 214 body. Byl to první vůz ve Formuli 1 od roku 1994, který používal palivo jiné značky než Mobil.

## Kompletní výsledky ve Formuli 1
| Legenda k tabulce | Legenda k tabulce                                                                       |
| Barva             | Výsledek                                                                                |
| ----------------- | --------------------------------------------------------------------------------------- |
| Zlatá             | Vítěz                                                                                   |
| Stříbrná          | 2. místo                                                                                |
| Bronzová          | 3. místo                                                                                |
| Zelená            | Bodované umístění                                                                       |
| Modrá             | Nebodované umístění                                                                     |
| Modrá             | Dokončil neklasifikován (NC)                                                            |
| Fialová           | Odstoupil (Ret)                                                                         |
| Červená           | Nekvalifikoval se (DNQ)                                                                 |
| Červená           | Nepředkvalifikoval se (DNPQ)                                                            |
| Černá             | Diskvalifikován (DSQ)                                                                   |
| Bílá              | Nestartoval (DNS)                                                                       |
| Bílá              | Závod zrušen (C)                                                                        |
| Světle modrá      | Pouze trénoval (PO)                                                                     |
| Světle modrá      | Páteční testovací jezdec (TD)                                                           |
| Bez barvy         | Netrénoval (DNP)                                                                        |
| Bez barvy         | Vyřazen (EX)                                                                            |
| Bez barvy         | Nepřijel (DNA)                                                                          |
| Bez barvy         | Odvolal účast (WD)                                                                      |
| Bez barvy         | Nezúčastnil se (prázdné)                                                                |
| Označení          | Význam                                                                                  |
| Tučnost           | Pole position                                                                           |
| Kurzíva           | Nejrychlejší kolo                                                                       |
| †                 | Jezdec nedojel do cíle, ale byl klasifikován, protože odjel více než 90 % délky závodu. |
| ‡                 | Byl udělován poloviční počet bodů, protože bylo odjeto méně než 75 % délky závodu.      |
| Horní index       | Umístění bodujících jezdců ve sprintu                                                   |

| Rok  | Tým                  | Motor               | Pneumatiky | Jezdci             | 1   | 2   | 3   | 4   | 5   | 6   | 7   | 8   | 9   | 10  | 11  | 12  | 13  | 14  | 15  | 16  | 17  | 18  | 19  | Body | Umístění |
| ---- | -------------------- | ------------------- | ---------- | ------------------ | --- | --- | --- | --- | --- | --- | --- | --- | --- | --- | --- | --- | --- | --- | --- | --- | --- | --- | --- | ---- | -------- |
| 2010 | Mercedes GP Petronas | Mercedes FO 108X V8 | B          |                    | BHR | AUS | MAL | CHN | ESP | MON | TUR | CAN | EUR | GBR | GER | HUN | BEL | ITA | SIN | JPN | KOR | BRA | ABU | 214  | 4. místo |
| 2010 | Mercedes GP Petronas | Mercedes FO 108X V8 | B          | Michael Schumacher | 6   | 10  | Ret | 10  | 4   | 12  | 4   | 11  | 15  | 9   | 9   | 11  | 7   | 9   | 13  | 6   | 4   | 7   | Ret | 214  | 4. místo |
| 2010 | Mercedes GP Petronas | Mercedes FO 108X V8 | B          | Nico Rosberg       | 5   | 5   | 3   | 3   | 13  | 7   | 5   | 6   | 10  | 3   | 8   | Ret | 6   | 5   | 5   | 17† | Ret | 6   | 4   | 214  | 4. místo |

## Galerie

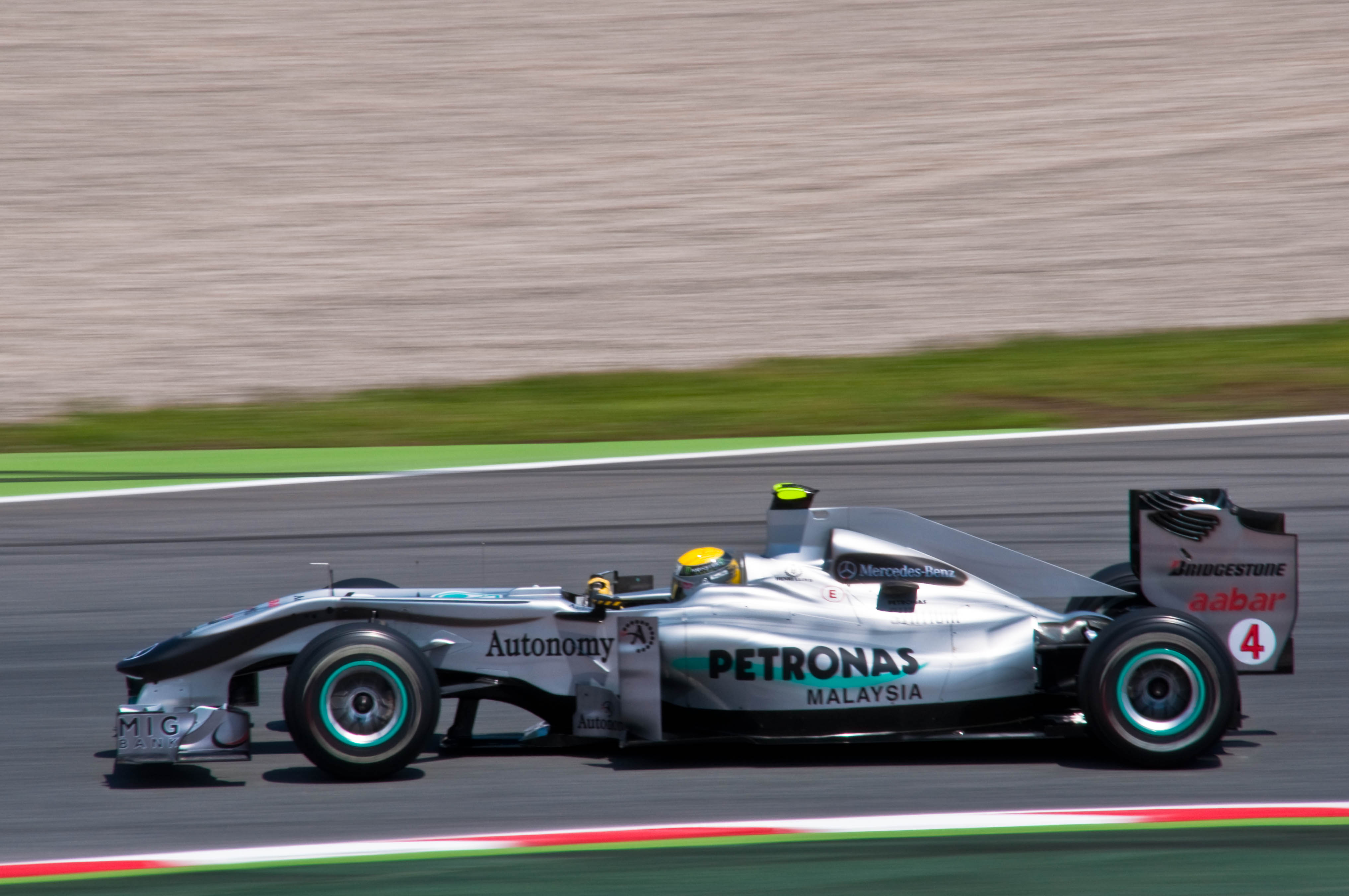
Nico Rosberg při Grand Prix Španělska 2010
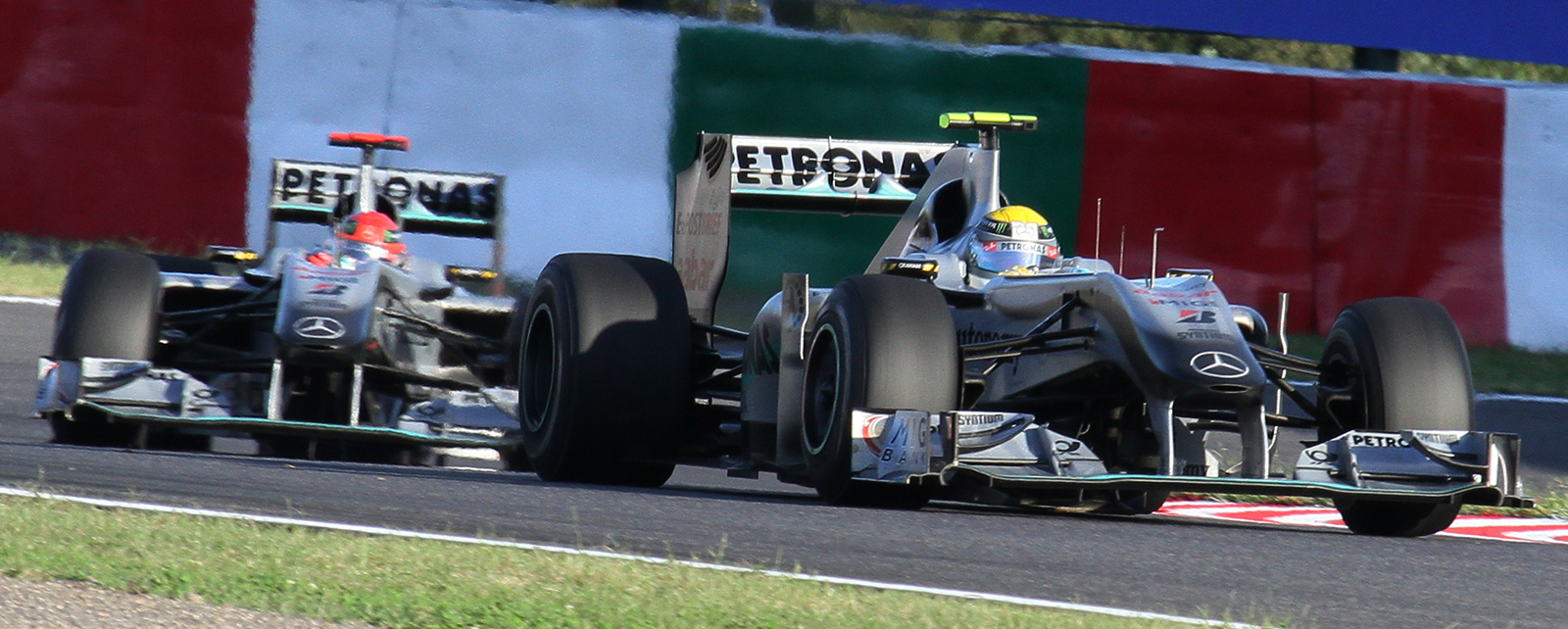
Nico Rosberg před týmovým kolegou Michaelem Schumacherem při Grand Prix Japonska 2010
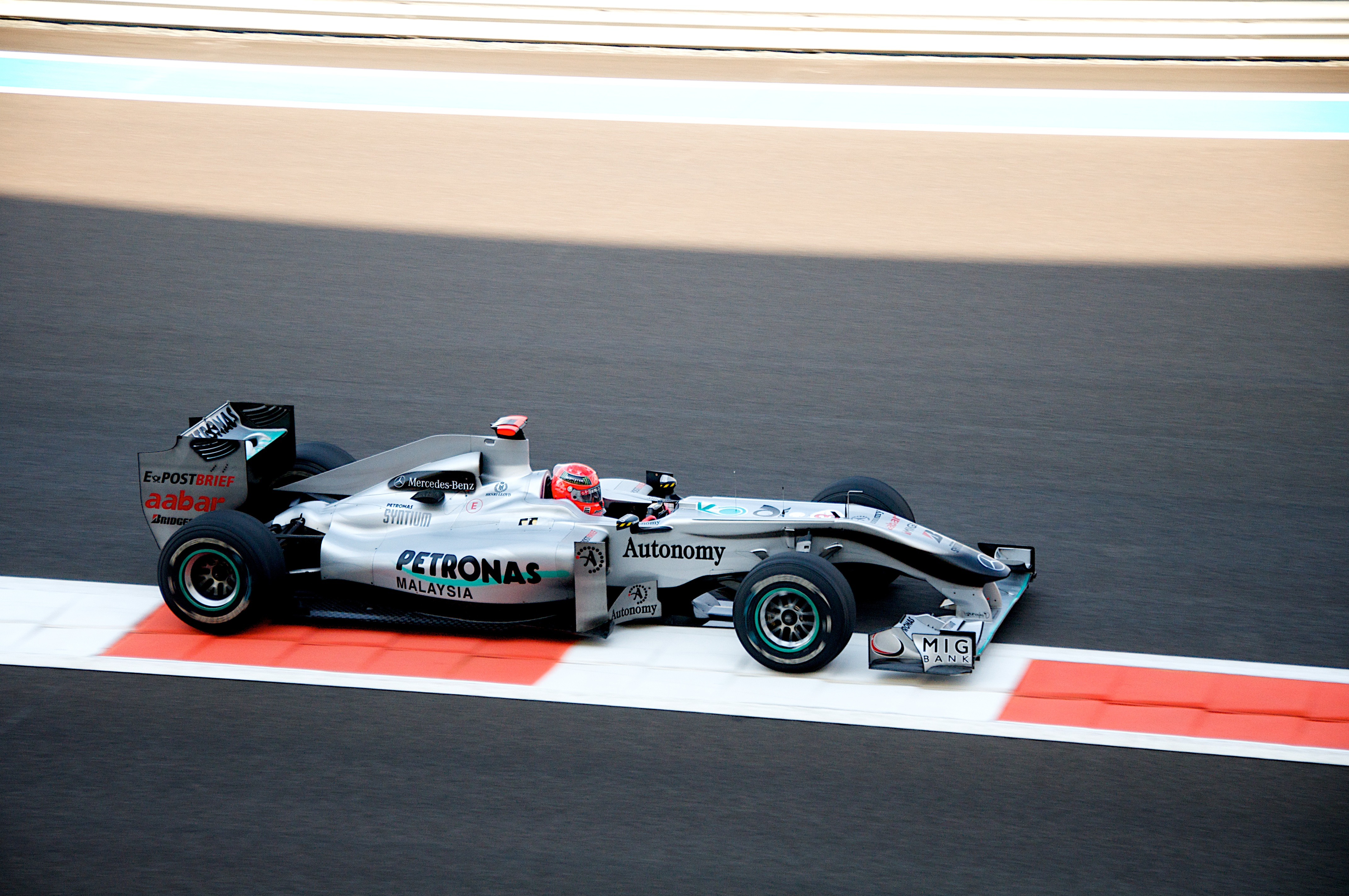
Michael Schumacher při Grand Prix Abú Zabí 2010